# Arthur Knyvett Totton
Arthur Knyvett Totton (1892 — 1973) foi um zoólogo, especializado em celenterados, que se distinguiu na revisão da taxonomia de vários grupos de sifonóforos marinhos.

## Biografia
A.K. Totton estudou zoologia no Royal College of Science, de Londres, sob a direcção do Professor Ernest MacBride. Em 1914 foi nomeado curador dos celentrados do Natural History Museum (NHM), mas pouco depois foi mobilizado para a Primeira Guerra Mundial, servindo no Exército Britânico. Terminou o seu serviço militar no posto de capitão.
Regressou ao NHM, tendo-se especializado em sifonóforos, publicando algumas obras seminais sobre este grupo. Reformou-se em 1954, mas permaneceu como associado ao serviço da instituição até 1963, sendo substituído no cargo de curador dos Coelenterata por William James Rees (1913-1967).
Faleceu em 1973.